# Le avventure di Ciuffettino
Le avventure di Ciuffettino è uno sceneggiato televisivo destinato al pubblico più giovane tratto dai romanzi di Yambo riguardanti il personaggio di Ciuffettino.
Concepito per la TV dei ragazzi, è stato trasmesso sul Programma Nazionale in sei puntate dal 4 dicembre 1969 al 6 gennaio del 1970.
La sceneggiatura e la regia televisiva erano di Angelo D'Alessandro. Le scene erano di Giuliano Tullio.
Le musiche erano di Mario Pagano.

## Soggetto
Protagonista dello sceneggiato era appunto Ciuffettino, un ragazzo ribelle interpretato da Maurizio Ancidoni, che scappa di casa perché insofferente dell'autorità dei genitori e del maestro. Il protagonista raggiungeva dei luoghi immaginari in sogno, in un volo pindarico di fantasia, quando si appisolava nei lavori da mozzo affidatigli dal capitano Mangiavento. Insieme al cane Melampo, il ragazzo è protagonista di diverse avventure ed incontra via via strani personaggi.
Insieme a Gian Burrasca di Vamba e a Pinocchio di Carlo Collodi, Ciuffettino rappresenta il prototipo del ragazzo anticonformista e come tale è stato spesso al centro delle trasmissioni televisive degli anni sessanta.

## Scene
Le scenografie di tutti gli episodi erano di Giuliano Tullio. Molteplici e complessi erano gli impianti scenografici realizzati presso il Centro di Produzione Televisivo di Napoli: La Città dei sapienti, La Città dei fannulloni, L'Isola dei pappagalli. 
La Città dei sapienti, per esempio, aveva strutture realizzate in plastica stampata e l'effetto era quello di un ambiente spaziale, che richiamava il cinema di fantascienza, che poteva stimolare e affascinare le fantasie dei ragazzi dell’epoca. Era una delle più complesse di quelle progettate per la serie di avventure.
Le riprese esterne furono realizzate realmente in navigazione, per un lungo periodo, tra le Isole Campane di Procida e di Ischia e quelle Ponziane tra Ponza, Ventotene e Palmarola. Un barcone da pesca, preso a noleggio dalla produzione, fu trasformato nel brigantino di Mangiavento. La struttura fu arricchita dal castello di poppa, dai rostri di prua, la polena, dagli alberi con le vele e dalla grande ruota del timone.
Nello sceneggiato compaiono anche i pupazzi di Velia Mantegazza.
Le luci erano di Angelo Sciarra. Direttore della fotografia era Angelo Lotti.

### Galleria d'immagini

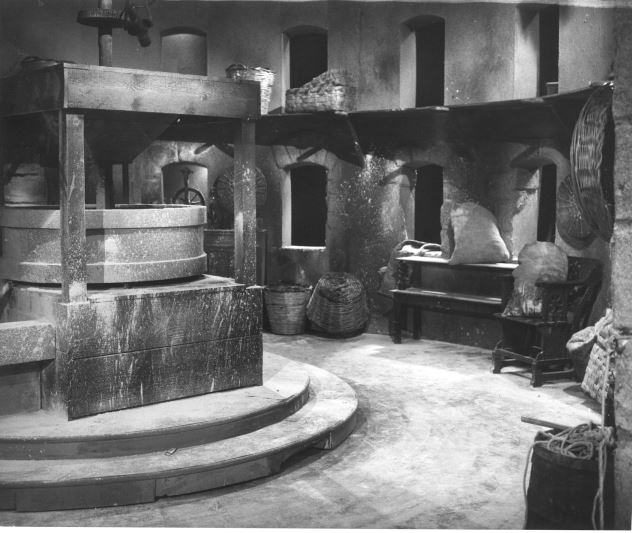
Il mulino
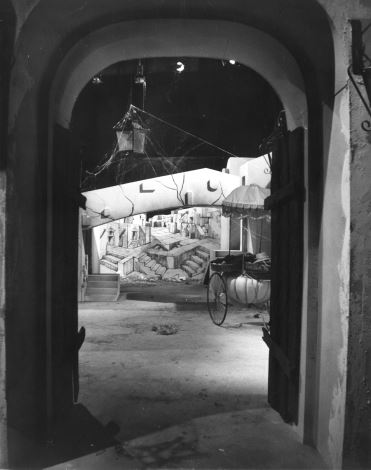
La città dei Fannulloni
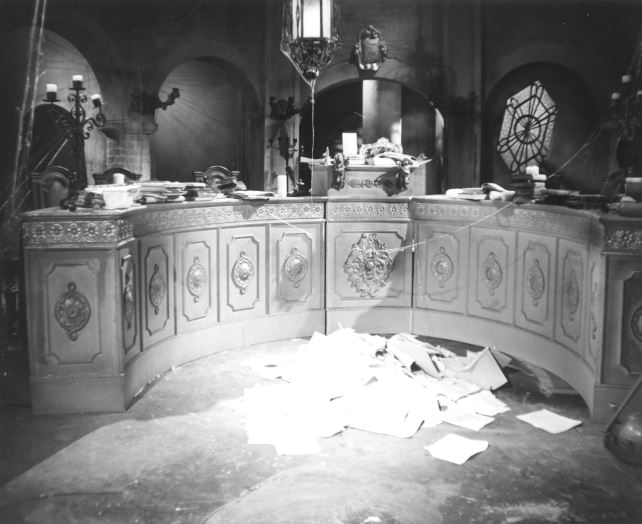
La città dei Fannulloni
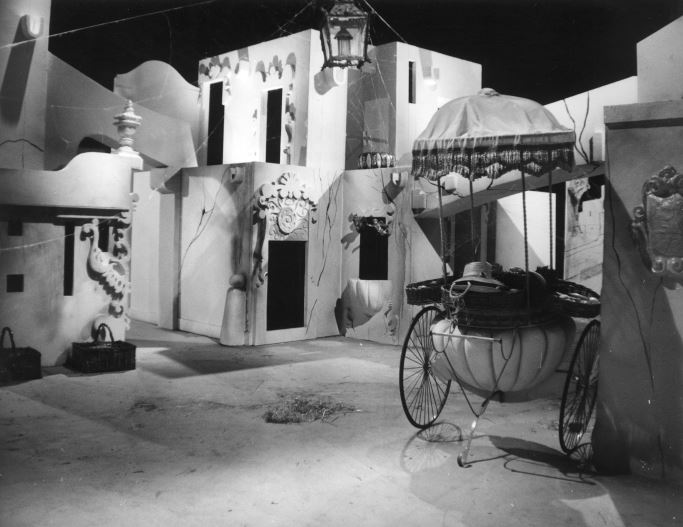
La città dei Fannulloni
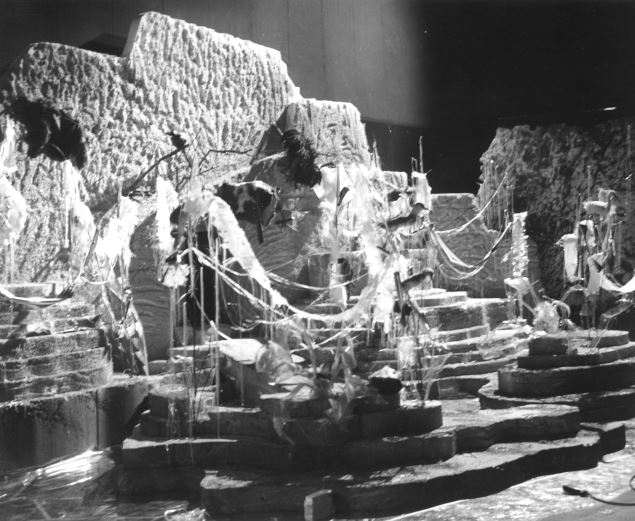
Isola dei Pappagalli
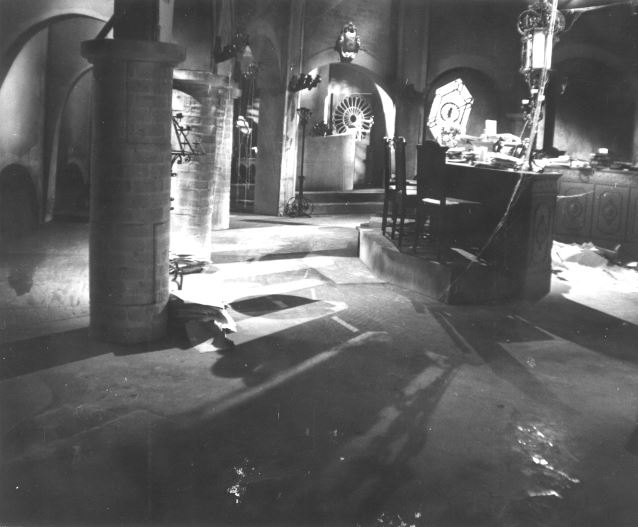
Antro del lupo mannaro
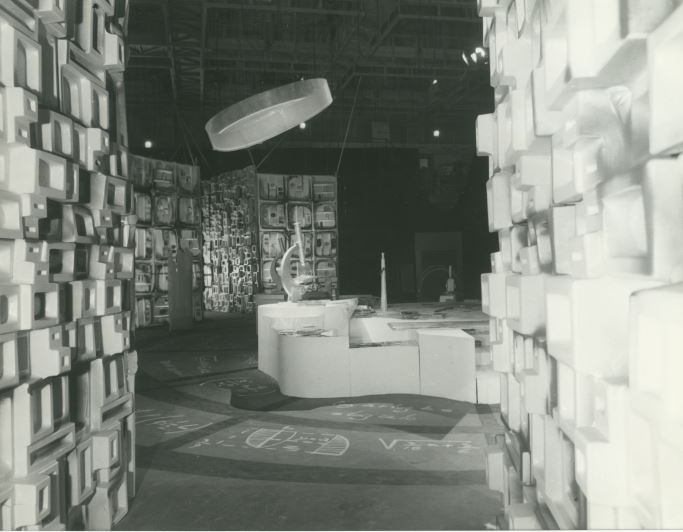
Isola dei Sapienti
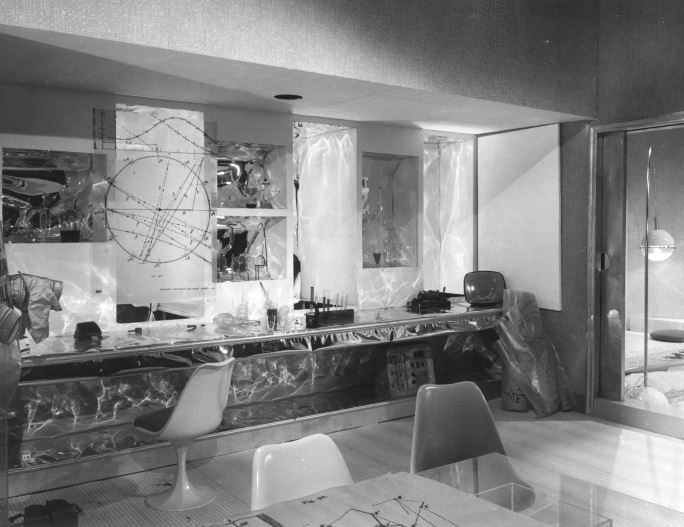
Città dei Sapienti
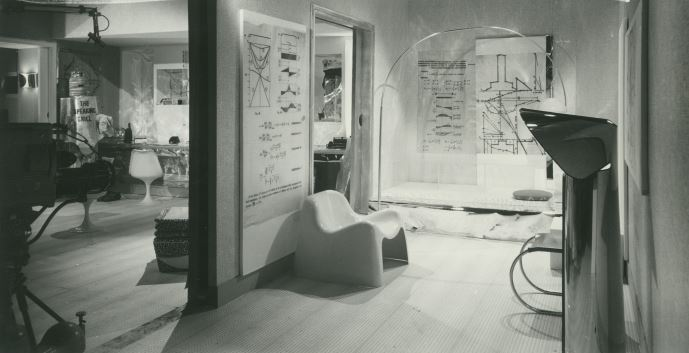
Città dei Sapienti
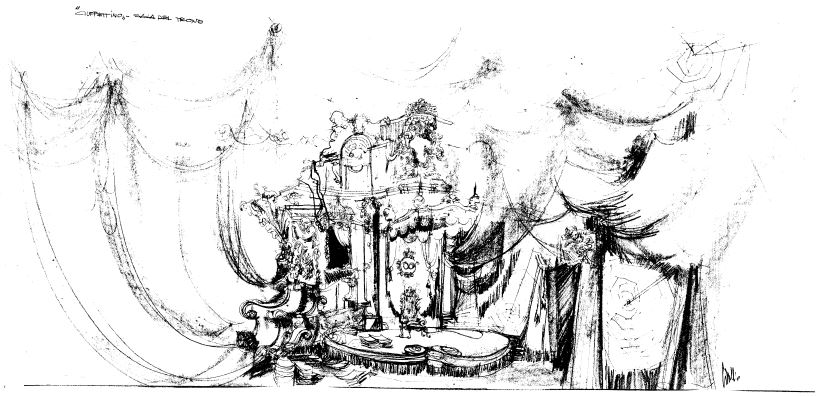
Bozzetto della sala del trono
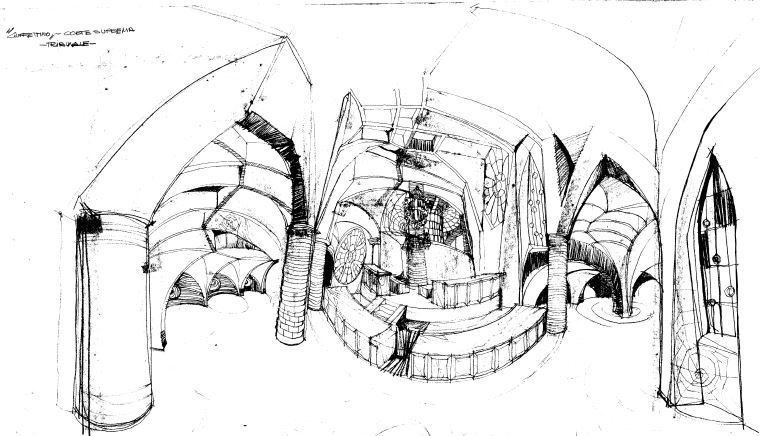
Bozzetto della corte suprema del tribunale

## Musiche e canzoni
Le musiche erano del maestro Mario Pagano. Le canzoni di Ciuffettino erano cantate da Loredana Sabbi con i "4+4" di Nora Orlandi, con la casa discografica Edibi 
La canzone del Cantastorie era cantata da Enzo Guarini. Tecnici audio erano Michele De Luca e Bernardo Piccone.